# Buxus vaccinioides
Buxus vaccinioides är en buxbomsväxtart som beskrevs av Ignatz Urban. Buxus vaccinioides ingår i släktet buxbomar, och familjen buxbomsväxter. Inga underarter finns listade i Catalogue of Life.